# Péter H. Mária
Péter H. Mária (Temesvár, 1936. január 9. –) erdélyi magyar gyógyszerész, egyetemi oktató, szakíró, gyógyszertörténész, nyugalmazott egyetemi adjunktus. Péter Mihály Heinrich felesége.

## Életútja
Szüleivel és testvérével 1940 után Nagyváradra települtek át. Középiskoláit a nagyváradi Szent Orsolya Főgimnáziumban kezdte, majd a 2. sz. Leánylíceumban érettségizett (1953). Egyetemi tanulmányait a marosvásárhelyi OGYI Gyógyszerészeti Karán végezte (1958). Első munkahelye a nagyszalontai kórház gyógyszertára volt; 1959 októberétől az OGYI farmakognóziai (drogismereti) tanszékén gyakornok, tanársegéd (1964-től), adjunktus (1985–88), ezt követően nyugdíjazásáig (1993) kutatógyógyszerész, a tanszék mellett létrehozott gyógynövénykutató. Tagja az Erdélyi Múzeum-Egyesület Orvos- és Gyógyszerésztudományi Szakosztályának, választmányának tagja (1991–2001). 1992-től tagja a Magyar Gyógyszerésztudományi Társaságnak (2006-tól tiszteleti tagja), 2000-től a Magyar Orvostörténelmi Társaság tagja, 2002-től alapító tagja Magyar Gyógyszerésztörténeti Társaságnak, 2003-tól tiszteleti tagja, 2003-tól a Magyar Szakírók Szövetségének alapító tagja, 1994-től a Magyar Egészségügyi Társaságnak alapító tagja, a „Beythe István” Pannon Történeti Természetismereti Társaságnak (2009-től alapító rendes tagja), valamint az MTA külső köztestületének és a Kolozsvári Akadémia Bizottság (KAB) testületének is.

## Munkássága
Kutatási területe a gyógynövények etnobotanikai, alaktani, kemotaxonómiai, növénykémiai és hatástani vizsgálata. Jelentősek a gyógynövények beltartalmi anyagainak (cseranyagok, flavonok, illóolajok) meghatározására, antibiotikus hatására, valamint termesztési és nemesítési kísérletekre vonatkozó eredményei. Férjével együtt végzett gyógyszerészet- és orvostörténeti kutatásainak eredményei is számottevőek. Dolgozatai hazai és külföldi gyógyszerészeti, orvosi, biológiai és mezőgazdasági szakfolyóiratokban jelentek meg 1960-tól (Farmacia, Orvosi Szemle-Revista Medicală, Gyógyszerészet, Die Pharmazie, Herba Hungarica, Studii și Cercetări Biologice, Practică Farmaceutică, Note Botanice, Herba Romanica, Plantes Médicales et Phytotherapie, Orvosi Hetilap, Lege Artis Medicinae, Orvostőrténeti Közlemények, EME Orvostudományi Értesítő).
Társszerzője a Gyógynövényismeret című kőnyomatos jegyzet II. és III. kötetének (Marosvásárhely 1986, 1987), valamint ezek román nyelvű kiadásainak (Marosvásárhely 1967, 1984, 1987). Szerzője a román nyelvű gyakorlati jegyzet I. kötetének (Practica farmaceutica. Marosvásárhely 1980). Munkatársa a Farmacopoea română VIII. (1965) és IX. (1976) kiadásának; egy fejezettel szerepel a Korszerű gyógynövényhasználat című kötetben, amelynek szakirodalmi tájékoztatóját is ő állította össze. Társszerkesztője az EME kiadásában megjelent Orvostudományi Értesítő 65. és 66. köteteinek (Kolozsvár 1992, 1993); több orvos- és gyógyszerészet-történeti tanulmánya jelent meg a Genersich-Emlékkönyvben (Budapest-Marosvásárhely 1994), a Miskolczy Dezső születésének centenáriumára kiadott Viharban (Marosvásárhely 1994) című kötetben, valamint A marosvásárhelyi magyar orvos- és gyógyszerészképzés 50 éve (Budapest 1995 = Magyarságkutatás Könyvtára) című kötetben, amelynek társszerkesztője is. Több helytörténeti monográfiába írt fejezetet, így a Maros megyei magyarság történetéből, (Mentor Kiadó, Marosvásárhely, 2001), valamint a Sapientia Alapítvány –Kutatási Programok Intézete által megjelentetett Tizenkét év c. kötetbe (Kolozsvár 2002), a Páter Béla emlékezete c. tanulmánykötetbe (EME kiadása, Kolozsvár 2010), a Gyógyítás múltjából c. Spielmann József emlékkönyvbe (Mentor Kiadó, Marosvásárhely, 2008), a Hivatás és Tudomány. Az Erdélyi Múzeum-Egyesület kiemelkedő személyiségei c. jubileumi kötetbe (EME kiadása, Kolozsvár, 2009), a Feszt György szerkesztésében megjelent Fejezetek az erdélyi magyar orvostudomány történetéből: kutatások 1945-1990 között c. kötetbe (EME kiadása, Kolozsvár, 2010), valamint a Pál-Antal Sándor és Simon Zsolt szerkesztésében megjelent Teremtő életek, marosvásárhelyi személyiségek c. tanulmánykötetbe (Mentor Kiadó, Marosvásárhely, 2011) és a Székelyföldi tudományosság – Székely tudósok c. kiadványba Székelyudvarhely, 2012).
Férjével, Péter Mihállyal együtt szerzője Az Erdélyi Múzeum-Egyesület Orvostudományi Szakosztályának százéves története 1906-2006 (EME kiadása, Kolozsvár, 2006) c. 366 oldalas könyvnek. Egyedüli szerzője az EME kiadásában megjelent Erdélyi gyógyszerészet magyar vonatkozásai c. közel 548 oldalas gyógyszerészet-történeti szaktanulmányi kötetnek (Kolozsvár, 2002), majd 2013-ban ennek a bővített és javított több mint 900 oldalas, kétkötetes új kiadásnak is, ami ugyancsak az EME kiadásában jelent meg.         

## Díjak, kitüntetések
- Dr. Genersich Antal Alapítvány díja (1998)
- Spielmann József Orvostörténeti díj (2006)
- Zsámboky János-emlékérem (2006)
- Pápai Páriz Ferenc-díj (2009)
- Dr. Genersich Antal különdíja (2009)
- Mikó Imre-díj (2010)
- Corvinus Egyetem Kertészettudományi Kar elismerő oklevele (2011)
- Szigetváry Ferenc emlékérem és diploma (2011)
- Ernyey József Emlékérem (2014)
- Magyar Érdemrend lovagkeresztje (2014)
- Alexandru Ionescu-Matiu (1883-1975) professzorról elnevezett érem II. fokozata (2015)
- Marosvásárhely díszpolgára (2016) férjével, Péter Mihállyal, az MTA külső tagjával együtt.[2]
- Arany János-érem a Magyar Tudományos Akadémiától
- Senator Libro-kitüntetés a Maros Megyei Könyvtártól (2014)
- 2018: oklevél A természet világa XXVII. diákpályázatra való eredményes felkészítésért (2018)

## Művei
- Rácz Gábor–Péter H. Mária: Farmakognózia. Gyógynövényismeret. Egyetemi hallgatók részére. 2. köt.; Orvosi és Gyógyszerészeti Intézet, Marosvásárhely , 1986
- A marosvásárhelyi magyar nyelvű orvos- és gyógyszerészképzés 50 éve. Adatok, emlékezések; szerk. Barabás Béla, Péter Mihály, Péter H. Mária; Teleki László Alapítvány, Bp., 1996 (A magyarságkutatás könyvtára)
- Az erdélyi gyógyszerészet magyar vonatkozásai; Erdélyi Múzeum-Egyesület, Kolozsvár, 2002
- Péter Mihály–Péter H. Mária: Az Erdélyi Múzeum-Egyesület Orvostudományi Szakosztályának százéves tevékenysége. 1906-2006; EME, Kolozsvár, 2006
- Az erdélyi gyógyszerészet magyar vonatkozásai 1-2.; 2. jav., bőv. kiad.; Erdélyi Múzeum-Egyesület, Kolozsvár, 2013Péter H. Mária, Péter Mihály, Erdélyi szerzők magyar nyelvű orvos- és gyógyszerészettörténeti munkái 1945–2015 között, Marosvásárhely, Stúdium, 2016, 42 oldal.
- Péter Mihály, Péter H. Mária, Szepesszombati Genersich Antal (1842–1918) = Hivatás és Tudomány. Az Erdélyi Múzeum-Egyesület kiemelkedő személyiségei, szerk. Kovács Kiss Gyöngy, Kolozsvár, EME, 2009, 149–196.
- Péter H. Mária, Bernády György (1864–1938) mint marosvásárhelyi gyógyszerész = Teremtő életek – marosvásárhelyi személyiségek, szerk. Pál-Antal Sándor, Simon Zsolt, Marosvásárhely,  Mentor, 2011, 163–171.
- Péter H. Mária, A Páter Béla örökségét továbbvivő marosvásárhelyi Farmakognóziai Tanszék Agrimonia- és Echium-fajokkal végzett vizsgálatai és az újabb kutatások eredményei = Páter Béla  emlékezete. Megemlékezés halálának 70. évfordulójára, szerk. Farkas Zoltán, Lázár László,Kolozsvár, EME, 2010, 66–81.
- Péter H. Mária: Székelyföldi neves gyógyszerészek = Székely tudósok, szerk. Hermann Gusztáv,P. Buzogány Árpád, Székelyudvarhely, 2012, 161–196.
- Péter Mihály, Péter H. Mária, Az Erdélyi Múzeum-Egyesület Orvos-Gyógyszerésztudományi .Szakosztályának tevékenysége a tudomány szolgálatában = Pro nonagesimo. Tanulmányok Schulteisz Emil professzor 90. születésnapjára, szerk. Kapronczay Károly, Kapronczay Katalin, Bp., Semmelweis, 2013, 163–173.
- Péter Mihály, Péter H. Mária, Az Erdélyi Múzeum-Egyesület Orvosi szakosztálya és a 140 évvel ezelőtt megjelent folyóirata, az Értesítő = Alexander Multifrons: Tanulmányok a 90 éves  Dörnyei Sándor tiszteletére, szerk. Perger Péter, Bp., Argumentum–SZK, 2016 (A Magyar Könyvszemle és a MOKKA–R Egyesület füzetei 8.), 131–136.
- Péter Mihály, Péter H. Mária, Szepesszombati Genersich Antal életútja és tevékenysége (1842–1918) = A dr. Genersich Antal Alapítvány 25 éve. (1991–2016), Bp.–Beregszász, Dr. Genersich  Antal Alapítvány, 2017, 30–86.